# Mateusz Śmierzchalski
Mateusz Maurycy Śmierzchalski pseud. Havoc (ur. 18 lipca 1982 w Gdyni) – polski, muzyk, kompozytor i multiinstrumentalista. Śmierzchalski działalność artystyczną rozpoczął w 1999 roku w grupie Incorrect Personality. W 2003 roku formacja przyjęła nazwę Blindead. Do 2010 roku wraz z zespołem nagrał trzy albumy studyjne: Devouring Weakness (2006), Autoscopia / Murder in Phazes (2008) oraz Affliction XXIX II MXMVI (2010).
W latach 1999–2004 Śmierzchalski występował w zespole Behemoth, w którym pełnił funkcję gitarzysty i wokalisty wspierającego. Wraz z grupą nagrał m.in. dwa albumy studyjne: wydany w 2000 roku Thelema.6 oraz Zos Kia Cultus (Here and Beyond) z 2002 roku.
Wraz z Patrykiem Zwolińskim i Markiem Zielińskim współtworzył także zespół Cocksucker, w którym grał na perkusji. Od 2011 wraz z Michałem "Nihilem" Kuźniakiem, znanym z występów w grupach Morowe i MasseMord współtworzy projekt pod nazwą Seagulls Insane and Swans Deceased Mining Out the Void. Ojciec muzyka - Maurycy Śmierzchalski jest zawodowym fotografikiem. Wykonał m.in. sesję zdjęciową zespołu Behemoth na potrzeby albumu Zos Kia Cultus (Here and Beyond) (2002) oraz sesję dla formacji Azarath na potrzeby płyty Infernal Blasting (2003).

## Dyskografia
Behemoth
- Live Eschaton (2000, VHS, Metal Mind Records)
- Thelema.6 (2000, Avantgarde Music)
- Antichristian Phenomenon (2000, Avantgarde Music)
- Zos Kia Cultus (Here and Beyond) (2002, Avantgarde Music)
- Conjuration (2003, Regain Records)
- Crush.Fukk.Create. Requiem for Generation Armageddon (2004, DVD, Regain Records)
- Abyssus Abyssum Invocat (2011, Peaceville Records)

Seagulls Insane and Swans Deceased Mining Out the Void
- Seagulls Insane and Swans Deceased Mining Out the Void (2011, Witching Hour Productions)